# Alexandre Bertrand (médecin)
Pour les articles homonymes, voir Bertrand et Alexandre Bertrand.
Alexandre Jacques François Bertrand, né à Rennes le 25 avril 1795, mort à Paris le 22 janvier 1831, est un médecin français, naturaliste, physicien, proche des saint-simoniens, écrivain et chroniqueur scientifique.
Spécialiste du somnambulisme et du magnétisme animal, il défend puis réfute la théorie du « fluide » et devient un des inspirateurs des théories modernes de l'hypnose.
Il écrit aussi des articles et des ouvrages de vulgarisation sur la géologie, la physique et les questions scientifiques de l'époque.

## Biographie
Né à Rennes le 25 avril 1795, Alexandre Bertrand est le fils de Louis Alexandre Bertrand, négociant à Rennes, et de Françoise Goupil.

### Polytechnique; docteur en médecine
Au lycée de Rennes, il est un élève peu brillant, sans goût pour les études ; puis il se passionne pour Jean-Jacques Rousseau et les mathématiques. Une première fois reçu à l'École polytechnique en 1813, il ne rejoint pas l'École. Reçu 30e en 1814, il en démissionne après les Cent-Jours, en 1815, pour conserver son indépendance et par opposition politique à la Restauration,.
Alexandre Bertrand entreprend alors ses études de médecine, et est reçu en avril 1819 docteur en médecine à Paris, à la suite d'une thèse jugée brillante, l'Examen de l'opinion généralement admise sur la manière dont nous recevons par la vue la connaissance des corps.
Dans les années 1820, il participa à la charbonnerie.

### Recherches sur le magnétisme
Du 23 août 1819 à janvier 1820, il donne un cours public sur le magnétisme animal. D'abord partisan des thèses qui expliquent les effets du magnétisme en faisant appel à un fluide universel, Bertrand devient finalement un des maîtres à penser du courant qui explique le magnétisme par les effets de l'imagination. Parmi ses auditeurs, on trouve un certain nombre de médecins qui portent le magnétisme en milieu hospitalier. Il écrit plusieurs ouvrages sur le magnétisme animal, fruits de ses recherches et reflet de son enseignement. Ces ouvrages montrent l'évolution de sa manière de considérer les phénomènes du somnambulisme magnétique : Traité du somnambulisme, 1823 ; Du Magnétisme en France, 1826 ; De l'Extase, 1829,.

### Vulgarisation et chroniques scientifiques
Les nécessités financières le poussent à écrire aussi des articles et des livres de vulgarisation scientifique intéressant plus largement le public ; c'est ainsi qu'il écrit et publie en 1824 les Lettres sur les révolutions du globe, ouvrage sur la géologie et la paléontologie, dix fois réédité,. Espérant le même succès, il écrit ensuite ses Lettres sur la physique, qui est moins apprécié par le grand public, et n'est réédité qu'une fois.
Proche de Pierre Leroux et des saint-simoniens, Alexandre Bertrand collabore à l'Encyclopédie progressive, puis il est en 1825 un des principaux fondateurs du Globe, où il est le rédacteur de la partie scientifique. Dans divers articles, il prend parti sur la plupart des controverses scientifiques de l'époque. Il y rédige aussi les comptes rendus des séances de l'Académie des sciences, malgré les résistances de l'Académie, et donne ainsi naissance aux comptes rendus hebdomadaires des séances de l'Académie des sciences qui prendront sa suite.
Les recherches médicales d'Alexandre Bertrand l'amènent à considérer une responsabilité limitée des aliénés dans les actes criminels. Les articles qu'il écrit sur la monomanie homicide rangent à son avis une partie de la communauté scientifique et permet un début de réforme judiciaire.
Il meurt en janvier 1831, des suites d'une chute sur la glace l'hiver précédent, en allant secourir un malade.

## Famille
Époux de Marie-Caroline Blin, fille du député breton Joseph Blin, il est le père de l'archéologue Alexandre Bertrand, du mathématicien Joseph Bertrand, et de Louise Bertrand qui épouse le mathématicien Charles Hermite.

## Œuvres

### Livres

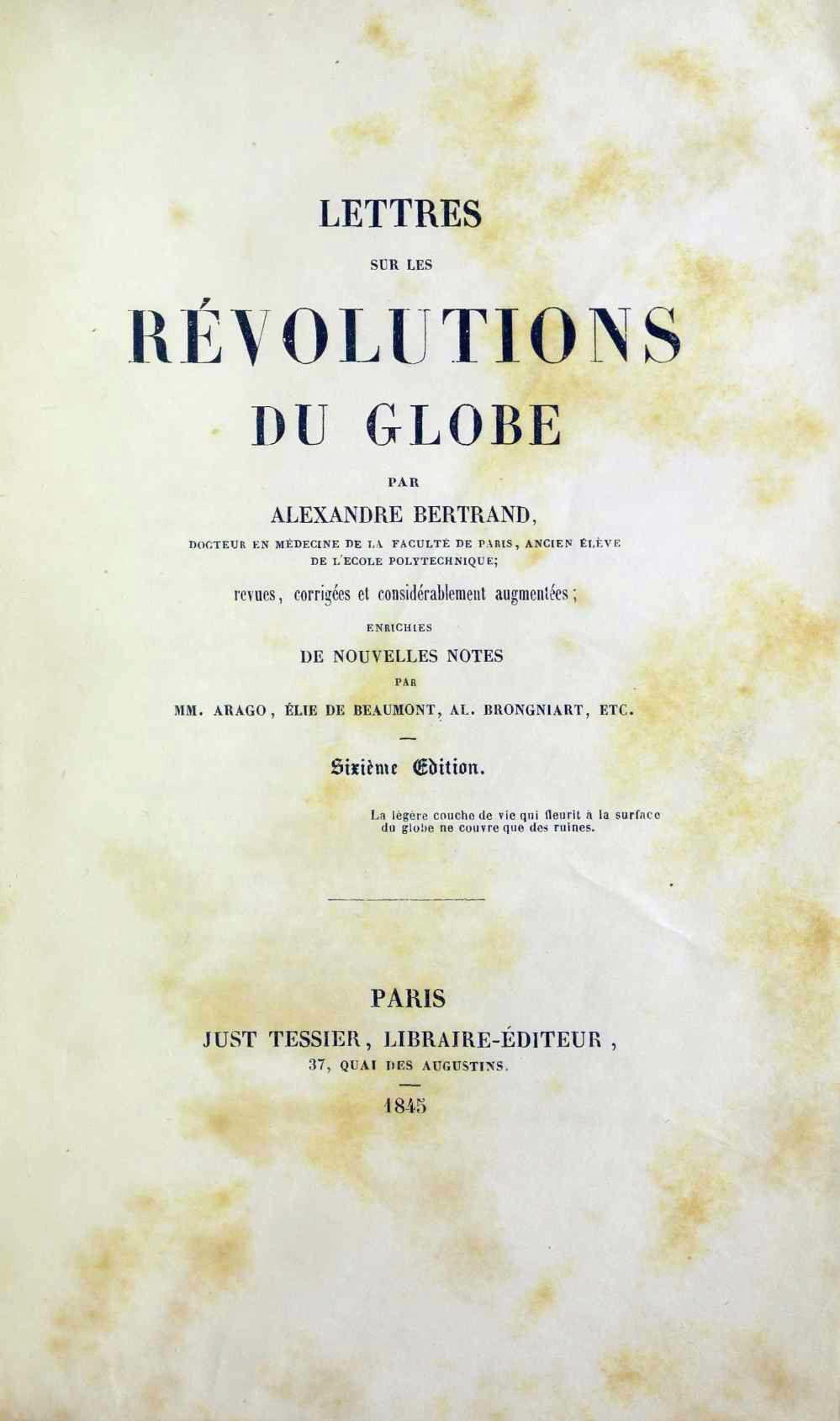
Lettres sur les rèvolutions du globe, 1845

- Examen de l'opinion généralement admise sur la manière dont nous recevons par la vue la connaissance des corps, thèse de doctorat, Paris, Didot, 1819.
- Traité du somnambulisme et des différentes modifications qu'il présente, Paris, Dentu, 1823.
- Lettres sur les révolutions du Globe, Paris, Bossange frères, 1824, réédité et augmenté en 1826, 1828, 1832, 1836 [lire en ligne (éd. 1836)] ; 1839 ; Bruxelles, Wahlen, 1843 ; Paris, Tessier, 1845 ; 6e éd., Paris, Hetzel, 1863 ; 8e éd., 1864 ; 10e éd., 1879, etc.
- Lettres sur la physique, Paris, Bossange, 2 volumes in-8°, 1824 et 1825 ; rééd. 1827.
- Du magnétisme animal en France et des jugements qu'en ont porté les sociétés savantes, (Suivi de) Considérations sur l'apparition de l'extase dans les traitements magnétiques, Paris, Baillière, 1826 [lire en ligne] ; rééd. Paris, L'harmattan, 2004  (ISBN 2-7475-6319-7).
- De l'extase, Paris, Coste, 1829.

### Articles
- Bertrand publie de nombreux articles scientifiques, notamment dans l'Encyclopédie progressive et dans le journal Le Globe, de 1825 à 1830.

## Sources et références

### Sources
- Pierre Leroux, « Alexandre Bertrand », in Encyclopédie nouvelle, t.2, pp. 641-644 ; abondante notice écrite par son ancien condisciple et ami P. Leroux [lire en ligne].
- « Alexandre-Jacques-François Bertrand », Prosper Levot, Biographie bretonne, recueil de notices sur tous les bretons qui se sont fait un nom, 1852-1857 [détail des éditions], tome 1, pp. 92-95 [lire en ligne].
- « Alexandre-Jacques-François Bertrand », dans René Kerviler, Répertoire général de bio-bibliographie bretonne, Rennes, Plihon et Hervé, 1886, tome 3 [BER-BLI], pp. 105-106 [lire en ligne].
- Bertrand Méheust, Somnambulisme et médiumnité, 1784-1930: Le défi du magnétisme animal, Empêcheurs de penser en rond, 1999.
- Jean-Jacques Goblot, « Extase, hystérie, possession : les théories d'Alexandre Bertrand », dans Romantisme, 1979, n° 24, Écriture et folie, pp. 53-59.
- Bibliothèque nationale de France, Catalogue général, « Bertrand, Alexandre (1795-1831) ».